# Greenville County
Greenville County är ett administrativt område i delstaten South Carolina, USA. År 2010 hade countyt 451 225 invånare. Den administrativa huvudorten (county seat) är Greenville. 

## Geografi
Enligt United States Census Bureau så har countyt en total area på 2 059 km². 2 046 km² av den arean är land och 13 km² är vatten. 

### Angränsande countyn
- Henderson County, North Carolina - nord
- Polk County, North Carolina - nordöst
- Spartanburg County, South Carolina - öst
- Laurens County, South Carolina - sydöst
- Abbeville County, South Carolina - syd
- Anderson County, South Carolina - sydväst
- Pickens County, South Carolina - väst
- Transylvania County, South Carolina - nordväst